# Horst Gauf
Horst Gauf (* 27. März 1924 in Eschborn/Taunus; † 24. November 2009) war ein deutscher Jurist und Generalstaatsanwalt in Hessen.

## Leben
Horst Gauf besuchte von 1930 bis 1934 die Volksschule in Eschborn und anschließend die Oberschule für Jungen in Frankfurt-Höchst, an der er am 20. März 1942 die Reifeprüfung bestand. Von April 1942 bis September 1945 war er Soldat bei der Kriegsmarine. Von 1946 bis 1949 studierte er Jura an der Uni Frankfurt und legte im Januar 1950 in Frankfurt die erste Staatsprüfung ab. Ab September 1950 war er Gerichtsreferendar. Am 7. Mai 1952 promovierte Gauf bei Heinrich Drost, Titel der Dissertation: Die gesetzliche Anerkennung des Verbotsirrtums in § 31 Wirtschaftsstrafgesetz und die Bedeutung dieser Vorschrift für den strafrechtlichen Schuldbegriff. Sein zweites Staatsexamen legte er 1954 ab.
Ab 1. September 1957 wurde Gauf Staatsanwalt bei der Staatsanwaltschaft Wiesbaden. Von 1957 bis 1960 war er als Oberregierungsrat Referent im Hessischen Justizministerium zuständig für Gnadensachen aus ganz Hessen. 1960 bis 1968 leitete er als Oberstaatsanwalt die Staatsanwaltschaft am Landgericht Fulda. In dieser Zeit war er auch Mitglied der Länderkommission für die Große Strafrechtsreform. Vom 21. Januar 1969 bis zu seiner Pensionierung am 30. September 1986 war Gauf hessischer Generalstaatsanwalt in Frankfurt am Main und in diesem Amt Nachfolger von Fritz Bauer.

## Ermittlungen zur Aktion T4
Bei einer Konferenz hochrangiger Juristen im Berliner Haus der Flieger am 23. und 24. April 1941 unter der Leitung von Staatssekretär Franz Schlegelberger wurde über die massenweise Tötung von Behinderten durch Gas in der Aktion T4 berichtet und die Justiz dabei um Kooperation gebeten. Keiner der knapp 100 Konferenzteilnehmer, zumeist Oberlandesgerichtspräsidenten und Generalstaatsanwälte, widersprach diesem Ansinnen, und alle erklärten ihr Einverständnis, darüber Stillschweigen zu wahren.
Fritz Bauer, der schon maßgeblich am Zustandekommen der Frankfurter Auschwitzprozesse von 1963 bis 1968 beteiligt war, hatte seit 1965 auch gegen 20 noch lebende Teilnehmer dieser Berliner Konferenz wegen „Beihilfe zur heimtückischen Tötung von Geisteskranken“ ermitteln lassen. Es wurden – ohne Bei- und Nebenakten – immerhin 14 Bände Material zusammengetragen. Nach Bauers Tod 1968 ließ sein Nachfolger Gauf die Ermittlungen am 31. März 1970 ohne Pressemitteilung einstellen.

## Ehrungen
- Bundesverdienstkreuz, 29. September 1986